# Łany
Łany es una villa polaca, que cuenta con una población de aproximadamente 391 habitantes. 